# Poecilopharis kerleyi
Poecilopharis kerleyi är en skalbaggsart som beskrevs av Allard 1995. Poecilopharis kerleyi ingår i släktet Poecilopharis och familjen Cetoniidae. Inga underarter finns listade i Catalogue of Life.